# Hydrokopter

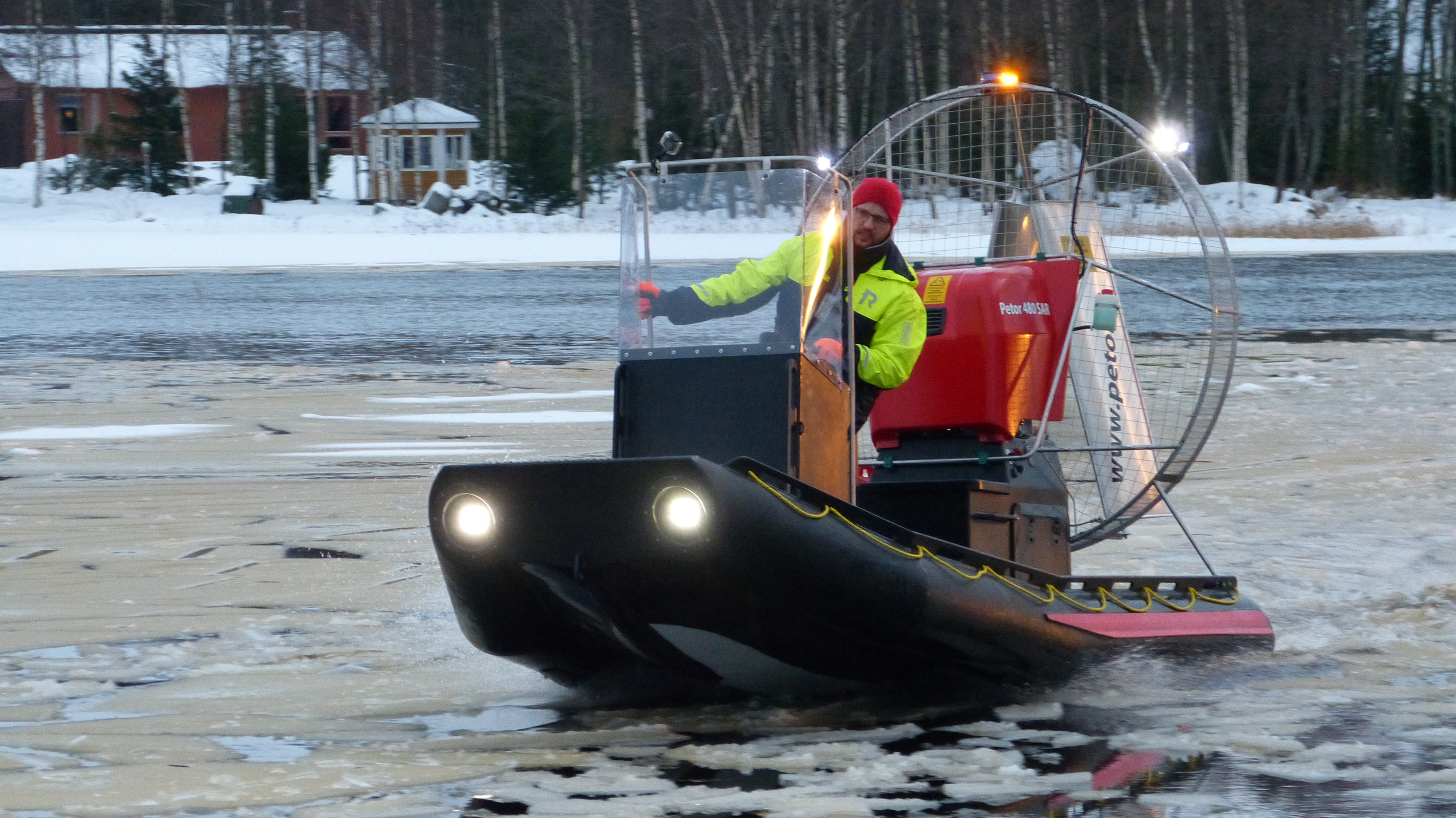
En hydrokopter från Larsmo, Finland.

Hydrokopter är en farkost som är bra för färd i grunda igenvuxna vatten som träskmarker samt fungerar på snö, land, is och vatten.
Hydrokoptern är en flatbottnad båt som drivs av en luftpropeller. Den uppfanns av flygpionjären Glenn Curtiss på 1920-talet och används än idag i stort sett oförändrad i Everglades träskmarker. Hydrokoptern har även fått användning i vinterklimat, som i den svenska skärgården, där den används främst vintertid och kan körs på både vatten och svag respektive bärig is. Hydrokoptern i Sverige tillverkades av Bröderna Johansson på  Hästö Slip & Båtvarv med början år 1957 utanför Arkösund. Deras första hydrokopter döptes till Sputnik efter den ryska satelliten. Den kallas "Arkösundare". Den modellen har bland annat använts under flera år av de svenska statsisbrytarna. En större hydrokopter har tillverkats av Frodés motorbåtsvarv utanför Vaxholm. Det svenska försvaret köpte flera av dessa. Toppfart på blank is kan uppgå till 130 km/h.
Sjöräddningssällskapet fick hydrokoptern Rescue Karin Sanne 2012 till Räddningsstation Käringön.